# Alfred Peltzer
Alfred Peltzer (* 16. August 1875 in Krefeld; † 31. Dezember 1914 in Pützchen) war ein deutscher Kunsthistoriker.

## Leben
Der Krefelder Samtfabrikant Gustav Peltzer (1844–1897) heiratete am 19. Juli 1871 die Krefelderin Laura ter Meer (* 1850). Das Paar bekam die Kinder Alfred, Klara (* 1877) und Walther (* 1880).
Alfred Peltzer machte auf dem Krefelder Realgymnasium sein Abitur und arbeitete darauf ein Jahr im Geschäft des Vaters. Nachdem er sich das noch fehlende Griechische angeeignet hatte, studierte er an der Ruprecht-Karls-Universität Heidelberg und der Universität Wien Philosophie, Geschichte, Kunstgeschichte, Literaturgeschichte sowie Klassische Archäologie. In den Semesterferien unternahm er kunstgeschichtliche Studienreisen nach Italien. Bei Henry Thode wurde Peltzer 1899 an der Universität Heidelberg mit der Dissertation Deutsche Mystik und deutsche Kunst zum Dr. phil. promoviert. 1902 folgte – ebenfalls in Heidelberg – die Habilitation mit der Schrift Über Malweise und Stil in der holländischen Kunst. Am 8. November 1902 erlangte er nach einer öffentlichen Probe-Vorlesung – betitelt Die ästhetische Bedeutung von Goethe's Farbenlehre – die Lehrberechtigung und wirkte in Heidelberg als Privatdozent. Am 25. Dezember 1909 wurde er zum außerordentlichen Professor für Kunstgeschichte ernannt. Nachdem Thode 1911 seine Professur niedergelegt hatte, verließ auch Peltzer im Dezember 1912 die Universität Heidelberg und zog studienhalber nach Weimar.
Peltzer beschäftigte sich wissenschaftlich überwiegend mit Themen zur Kunstgeschichte Heidelbergs sowie mit Johann Wolfgang von Goethe und seinen Beziehungen zu Kunst und Künstlern. Im Allgemeines Lexikon der Bildenden Künstler von der Antike bis zur Gegenwart schrieb er über Anthoni (ein am Ottheinrichsbau des Heidelberger Schlosses beschäftigter Meister) und über Philipp Hieronymus Brinckmann.

## Schriften (Auswahl)
- Deutsche Mystik und deutsche Kunst (Studien zur Deutschen Kunstgeschichte, Heft 21). J. H. Ed. Heitz (Heitz & Mündel), Straßburg 1899, Lebenslauf, S. 91 (archive.org – Dissertation).
- Die ästhetische Bedeutung von Gœthes Farbenlehre. C. Winter’s Universitätsbuchhandlung, Heidelberg 1903 (archive.org).
- Über Malweise und Stil in der holländischen Kunst. C. Winter’s Universitätsbuchhandlung, Heidelberg 1903.
- Anthoni, der Meister vom Ottheinrichsbau zu Heidelberg. C. Winter’s Universitätsbuchhandlung, Heidelberg 1905 (archive.org).
- Albrecht Dürer und Friedrich II. von der Pfalz. J. H. Ed. Heitz (Heitz & Mündel), Straßburg 1905 (archive.org).
- Christoph Heinrich Kniep. In: Goethe-Jahrbuch. 26, 1905, S. 225–258 (Textarchiv – Internet Archive).
- Heidelberg in der Kunstgeschichte des 19. Jahrhunderts. C. Winter’s Universitätsbuchhandlung, Heidelberg 1906 (archive.org).
- Goethe und die Ursprünge der neueren deutschen Landschaftsmalerei. E. A. Seemann, Leipzig 1907 (archive.org).
- Albrecht Dürer: Albrecht Dürer's Unterweisung der Messung. Süddeutsche Monatshefte, München 1908 (archive.org).
- Zum Thema: „Goethe und die bildende Kunst“. In: Repertorium für Kunstwissenschaft. 32, 1909, S. 172–181 (Digitalisat).
- Über die Porträtmalerei. Paul Neff, Esslingen 1910.